# Kroatisches bibliographisches Verlagsinstitut

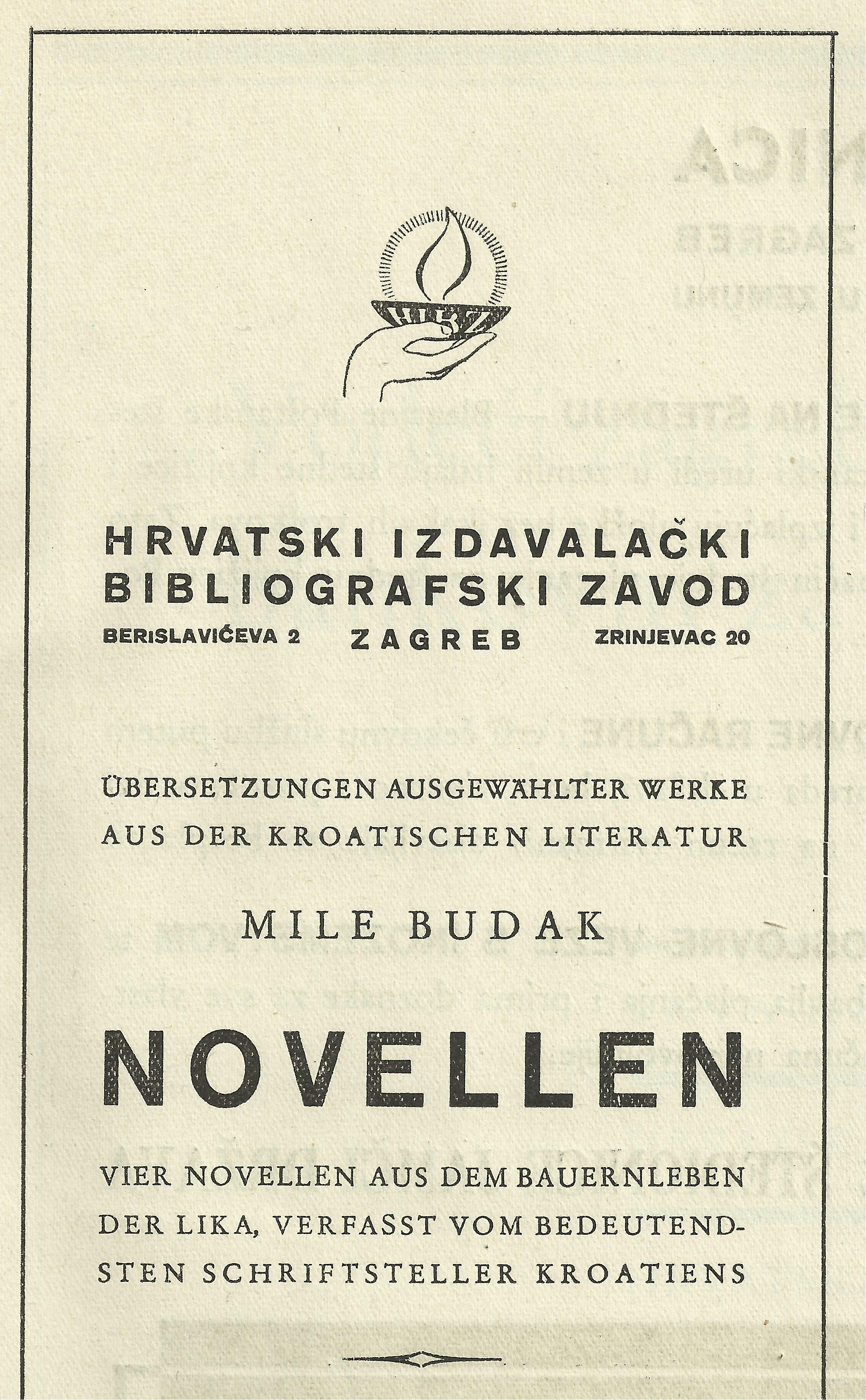
Verlagsanzeige mit Logo (1. Januar 1942)

Das Kroatische bibliographische Verlagsinstitut (kroatisch: Hrvatski izdavalački bibliografski zavod, Abkürzung: HIBZ) war das staatliche Verlagsunternehmen des Unabhängigen Staates Kroatien (NDH). Es bestand von August des Jahres 1941 bis in das Jahr 1945, mit Sitz in Zagreb. Sein leitender Direktor war seit dem Jahr 1943 der kroatische Schriftsteller Mate Ujević.

## Geschichte

### Ursprünge
Auf eine private Initiative gründeten die Behörden der Banschaft Kroatien im Jahr 1939 ein Konsortium zur Herausgabe der Kroatischen Enzyklopädie. Bereits im Jahr 1940 erschien der erste Band der Enzyklopädie, für die damalige Zeit eine der größten Begebenheit des kroatischen Kulturlebens seit Jahrzehnten.

### Entstehung
Nach der Entstehung des Unabhängigen Staates Kroatien wurde durch Beschluss des Staatsoberhauptes Ante Pavelić und auf Vorschlag des damaligen Unterrichtsministers Mile Budak sowie des Staatssekretärs für Propaganda Josip Milković, das Konsortium verstaatlicht und daraus das Kroatische bibliographische Verlagsinstitut ins Leben gerufen.
Dieses übernahm ab dem Jahr 1941 die Herausgabe der weiteren Bände der Kroatischen Enzyklopädie.
Das Kroatische bibliographische Verlagsinstitut übernahm die planmäßige Herausgabe weiterer Bücher im Sinne des neuen Staates. Die bestehenden kroatischen Verlagsunternehmen Matica hrvatska, Društvo Sv. Jeronima und die Kroatische Akademie wurden in diesen neuen Plan der kroatischen Verlagstätigkeit miteinbezogen. Die Matica hrvatska sollte dabei vorwiegend belletristische Werke kroatischer und ausländischer Schriftsteller herausbringen, Društvo Sv. Jeronima weiterhin volkstümliche Bücher und die Kroatische Akademie rein wissenschaftliche Werke veröffentlichen.
Das Kroatische bibliographische Verlagsinstitut sollte „im Rahmen der kroatischen Traditionen und Bedürfnisse“ Veröffentlichungen für die Allgemeinbildung vornehmen.

### Verlagstätigkeit
Wichtigstes Projekt war die Herausgabe der weiteren Bände der Kroatischen Enzyklopädie, um sie den „Enzyklopädien der größten europäischen Völker gleichzustellen“. Weiterhin arbeitete das Verlagsinstitut an einem Handwörterbuch der kroatischen Schriftsprache und anderen Sammelwerken „um das kroatische Volk mit allen lebendigen Werten der Vergangenheit und Zukunft bekannt zu machen“.
Die Bücherserie Die kroatische Idee und das kroatische Wort im Laufe der Jahrhunderte entstand, die neben anthologischen Darstellungen des kroatischen Gedankens in einzelnen Zeitabschnitten auch eine Sammlung interessanter Memoiren und Briefwechsel bedeutender Kroaten sowie die Reiseschilderungen ausländischer Autoren aus Kroatien umfassen sollte. So wurden Bücher über kroatische Denkmäler, das Buch des Kaufmanns Ignjat Brlić, die Memoiren des General Neustädter über Ban Jelačić sowie verschiedenen Reiseberichte über Kroatien und Dalmatien aus dem 18., 19. und 20. Jahrhundert gedruckt.
Eine zweite Bücherserie Texte und Übersichten, kurz: Tip (Tekstovi i pregledi), orientierte sich am Vorbild der deutschen Reclam-Hefte. Es sollten in erster Linie die wichtigsten Werke der kroatischen Literatur bzw. deren Darstellung sowie ggf. auch Werke über „aktuelle Gegenwartsprobleme“ veröffentlicht werden. Die Bücher sollten besonders preisgünstig sein und waren damit für die Jugend und breitere Volksschichten bestimmt.
Weiterhin entstand die Kollektion Kroatien in Wort und Bild, die Bücher umfassen sollte, in denen ein Überblick über Vergangenheit und damalige Gegenwart der Gebiete des Unabhängigen Staates Kroatien geboten wurde. Sie waren als eine Art Reiseführer für den Unabhängigen Staat Kroatien gedacht.
Die Propagandatätigkeit für den Unabhängigen Staat Kroatien und die Ustascha fand durch die Vorbereitung von Sammelwerken „hervorragender kroatischer Politiker, Denker und Schriftsteller“ statt. So sollten z. B. die gesammelten Werke von Ante Starčević, Eugen Kvaternik, Milan Šufflay, und Fran Galović verlegt werden.
Daneben wurde eine kleine Anzahl von Sonderausgaben vorbereitet, so z. B. eine kleine Anthologie kroatischer Dichtung unter dem Titel 42 und eine Reihe von Bilderalben über die kroatischen Länder, Leute, Berge, Kunst, Volkstracht u. a.
Weiterhin wurde die Kroatische Enzyklopädie für die Jugend gegründet, die der kroatischen Jugend in zehn reich illustrierten Bänden das gesamte menschliche Wissen weitergeben sollte.
Das Verlagsinstitut veröffentlichte zahlreiche Publikationen vor allem in deutscher, italienischer und französischer Sprache, „um das Ausland, und in erster Linie die freundschaftlichen und verbündeten Nationen, mit dem kroatischen Volk, seinen Bestrebungen und seiner Anteilnahme an der europäischen Gemeinschaft bekannt zu machen“.

## Ende
Die Verlagstätigkeit endete mit der Auflösung des Unabhängigen Staates Kroatien im Jahr 1945. Das Kroatische bibliographische Verlagsinstitut wurde noch im gleichen Jahr in Kroatisches Verlagsinstitut (Nakladni zavod Hrvatske) umbenannt.

## Quelle
- Das Kroatische bibliographische Verlagsinstitut. In: Croatia. Nr. 2. Zagreb 1942, S. 37–38.